# ITマネジメント手法の一覧
- ITマネジメント概観

- マネジメント情報システム (MIS)
- E-business Eビジネス
  - イントラネット戦略
  - データベース管理システム (DBMS)
    - データウェアハウス
    - データマイニング
    - ドキュメントウェアハウス

  - 顧客関係管理 (CRM)
    - 営業支援システム(SFA)

  - 企業資源計画(ERP)
  - ミドルウェア
  - グループウェア
    - RSA暗号

  - CAD (Computer Aided Design)
  - CAM (Computer Aided Manufacturing)
  - ナレッジマネジメント (KMS)
  - 意思決定支援システム (DSS)
  - 地理情報システム (GIS)
  - 資材所要量計画 (MRP)
  - 経営戦略論
  - サプライチェーン・マネジメント (SCM)
  - プロジェクトマネジメントソフト
  - w:Electronic data processing (EDP)
  - w:Virtual management バーチャルマネジメント

- 電子商取引
  - B2B
    - Business to business exchange (B2X)

  - Business to employee (B2E)
  - Business to government (B2G)
  - B2C
    - Amazon.com

  - インターネットオークション (C2C、消費者間取引)
    - eBay

  - Peer to Peer システム (P2P) 
    - Open architecture community system (OACS)

  - クリック・アンド・モルタル
  - ドットコム・ブーム
  - 電子マネー
  - PayPal
  - ディスラプティブ技術
  - 電子データ交換 (EDI)
  - コンピュータセキュリティ
    - Secure Sockets Layer (SSL)
    - 公開鍵証明書

  - ウェブコンテンツ管理
  - w:E-Services E-サービス
  - 電子商取引
  - 中間流通業者の排除
  - w:End-to-end
  - マイクロペイメント
  - w:persuasion technology

- インターネットマーケティング
  - バナー広告
  - スパム
  - マルチメディア
  - パーソナライズドマーケティング
  - パーミッション・マーケティング
  - 消費者プライバシー